# Ларичиха
Ларичиха — село в Тальменском районе Алтайского края. Административный центр Ларичихинского сельсовета.

## История
Село основано в 1962 году в связи с перемещением Шипицинского леспромхоза на новую площадку к строящейся станции Ларичиха. Первоначальное название — Шелепово, по бывшей заимке располагавшейся вблизи села. Современное наименование присвоено 1966 году.

## Население
| 1997  | 1998  | 1999  | 2000  | 2001  | 2002  |
| ----- | ----- | ----- | ----- | ----- | ----- |
| 2104  | ↘2071 | ↗2073 | ↗2096 | ↘2059 | ↘2056 |
| 2003  | 2004  | 2005  | 2006  | 2007  | 2008  |
| ↗2097 | ↗2258 | ↘2151 | ↗2264 | ↘2227 | ↗2281 |
| 2009  | 2010  | 2011  | 2012  | 2013  |       |
| ↗2290 | ↘2119 | ↘2114 | ↘2083 | ↘2078 |       |

### Национальный состав
Согласно результатам переписи 2002 года, в национальной структуре населения русские составляли 97 %.